# Port lotniczy Assa-Gueyla
Port lotniczy Assa-Gueyla (ang. Assa-Gueyla Airport) – port lotniczy w Dżibuti. Znajduje się w miejscowości Assa-Gueyla.